# Mare de Déu de la Pietat (Vielha)
La Mare de Déu de la Pietat és una església de Vielha e Mijaran (Vall d'Aran) inclosa a l'Inventari del Patrimoni Arquitectònic de Catalunya.

## Descripció
És una petita capella de planta rectangular i coberta a dues aigües de pissarra. La façana és orientada a l'oest, enfront del riu Nere. Els murs són de pedra sense treballar i els alerons de la teulada surten molt. Sobre la llinda de la porta hi ha un medalló emmarcat per un cordó trenat, en l'interior del qual hi ha esculpides unes lletres. A la llinda de la porta hi ha així mateix una inscripció: PABLO BENOSA de GAUSACH i la data de 1853. En el costat esquerre de la porta segons se surt hi ha com una petita i tosca pica, encastada.

## Història
Tradicionalment se celebra a Vielha una romeria a la Capella de Cap de la Vila, per la gran festa de Vielha que té lloc per la Mare de Déu de Setembre; durant aquest dia l'Ajuntament reparteix coca i vi.